# Marc Oschinsky
Marc Oschinsky, né en 1962, est un journaliste belge, essayiste et éditorialiste.

## Biographie
Il a commencé sa carrière dans différentes radios libres bruxelloises comme FM Bruxel, (1980-1985), avant de présenter les journaux sur une radio privée, S.I.S Radio (1985). En 1986, il rejoint le service mondial de la BRT, où il présente les émissions en ondes courtes, et en français, à destination des francophones du monde[réf. souhaitée].
En 1989, il entre à la RTBF, pour y co-animer Gratin, le magazine du Luxe et de la Volupté, sur les ondes de Radio Une, rebaptisée ultérieurement La Première.
Également actif en presse écrite, il écrira pour Spirou, La Libre essentielle, La Libre Belgique, Télémoustique et  Le Vif où il signera un billet satirique hebdomadaire (2002-2014)[réf. souhaitée].
En 1998, il participe au lancement d'Union libre, où, aux côtés de Christine Bravo, il sera le Belge de service dans la première émission[réf. souhaitée]. 
En télévision, il collaborera à Mic-Mac[réf. souhaitée], magazine multidisciplinaire d'Arte et au Projet X, magazine de reportage « décalés » de la RTBF télé[réf. souhaitée].
En septembre 2005, il rejoint l'équipe d'Au Quotidien (RTBF Télé, La Une), où il réalise des reportages et présente des chroniques en plateau.
Depuis le printemps 2011, il est un des piliers de On n'est pas des pigeons ! sur La Une, émission pour laquelle il a testé les produits vendus dans les émissions de Téléachat des chaînes concurrentes. Dans cette même émission, il porte le surnom de "l'emmerdeur".
Il est l'auteur de quelques livres, parus aux éditions Luc Pire: Sage comme une image (1998), Conversations au bord du précipice (2003), Je ne m'ennuie plus au bureau (2004), ainsi que de quelques nouvelles. 
Il a également publié We don't care, un recueil de photos, aux éditions La Muette/Le Bord de l'eau